# Pathfork
Pathfork – jednostka osadnicza w Stanach Zjednoczonych, w stanie Kentucky, w hrabstwie Harlan.